# Butterfly (singolo Mariah Carey)
Butterfly è un brano musicale scritto e interpretato dalla cantautrice statunitense Mariah Carey e prodotto da Walter Afanasieff per il settimo album della Carey Butterfly del 1997. Il brano è stato pubblicato come secondo singolo estratto dall'album.
Si tratta di una ballata che combina elementi della musica pop e del gospel, anche se la Carey l'aveva inizialmente pensata come una canzone house con David Morales intitolata Fly Away (Butterfly Reprise). Dopo aver realizzato quanto personale fosse il testo, il brano fu reintitolato con l'attuale Butterfly, e fu affidato a Afanasieff.
Parlando di Butterfly la Carey ha commentato che nel testo ha scritto ciò che avrebbe voluto che il suo ex marito (Tommy Mottola), le avesse detto.

## Tracce
CD Maxi Single
1. Butterfly (4:35)
2. Fly Away (Butterfly Reprise) (3:47)
3. Fly Away (Butterfly Reprise) (Fly Away Club Mix) (9:53)
4. Fly Away (Butterfly Reprise) (Def 'B' Fly Mix) (8:40)
5. Honey (Morales Dub) (7:34)

## Versioni ufficiali e remix
| - Butterfly [Album Version] 4:35 - Butterfly [Sambatterfly Edit] 4:41 - Butterfly [Classic Bossa Nova] 4:11 - Butterfly [Sambatterfly For Clubbers] 8:24 - Butterfly [Sambatterfly Extended Remix] 8:22 - Butterfly [Meme's Extended Club Mix] 8:42 - Butterfly [Meme's Club Mix Part 1 & 2] 12:24 - Butterfly [Meme Club Radio] 4:18 - Butterfly [Meme Infinite Mix] 8:02 | - Butterfly [Meme Latin Beats] 3:57 - Butterfly [TV Track] 8:41 - Butterfly [TV Track Short] 4:19 - Butterfly [Instrumental] 8:41 - Butterfly [Radio Instrumental] 4:19 - Fly Away (Butterfly Reprise) [Album Version] 3:49 - Fly Away (Butterfly Reprise) [Fly Away Club Mix] 8:38 - Fly Away (Butterfly Reprise) [Def B. Fly Mix] 9:50 |

## Classifiche
| Classifica (1997)                      | Posizione più alta |
| -------------------------------------- | ------------------ |
| U.S. Billboard Hot 100 Airplay         | 16                 |
| U.S. Billboard Hot R&B/Hip-Hop Airplay | 27                 |
| U.S. Billboard Mainstream Top 40       | 14                 |
| U.S. Billboard Rhythmic Top 40         | 8                  |
| U.S. Billboard Adult Top 40            | 35                 |
| U.S. Billboard Adult Contemporary      | 11                 |
| U.S. Billboard Hot Dance Club Play 1   | 13                 |
| U.S. ARC Weekly Top 40                 | 2                  |
| Regno Unito                            | 22                 |
| Svezia                                 | 24                 |
| Australia                              | 27                 |
| Francia                                | 43                 |
| germania                               | 76                 |